# Stanhopea ruckeri
For Stanhopea inodora Rchb.f, see Stanhopea graveolens.

Stanhopea ruckeri là một loài lan có mặt từ México to Trung Mỹ.

## Hình ảnh

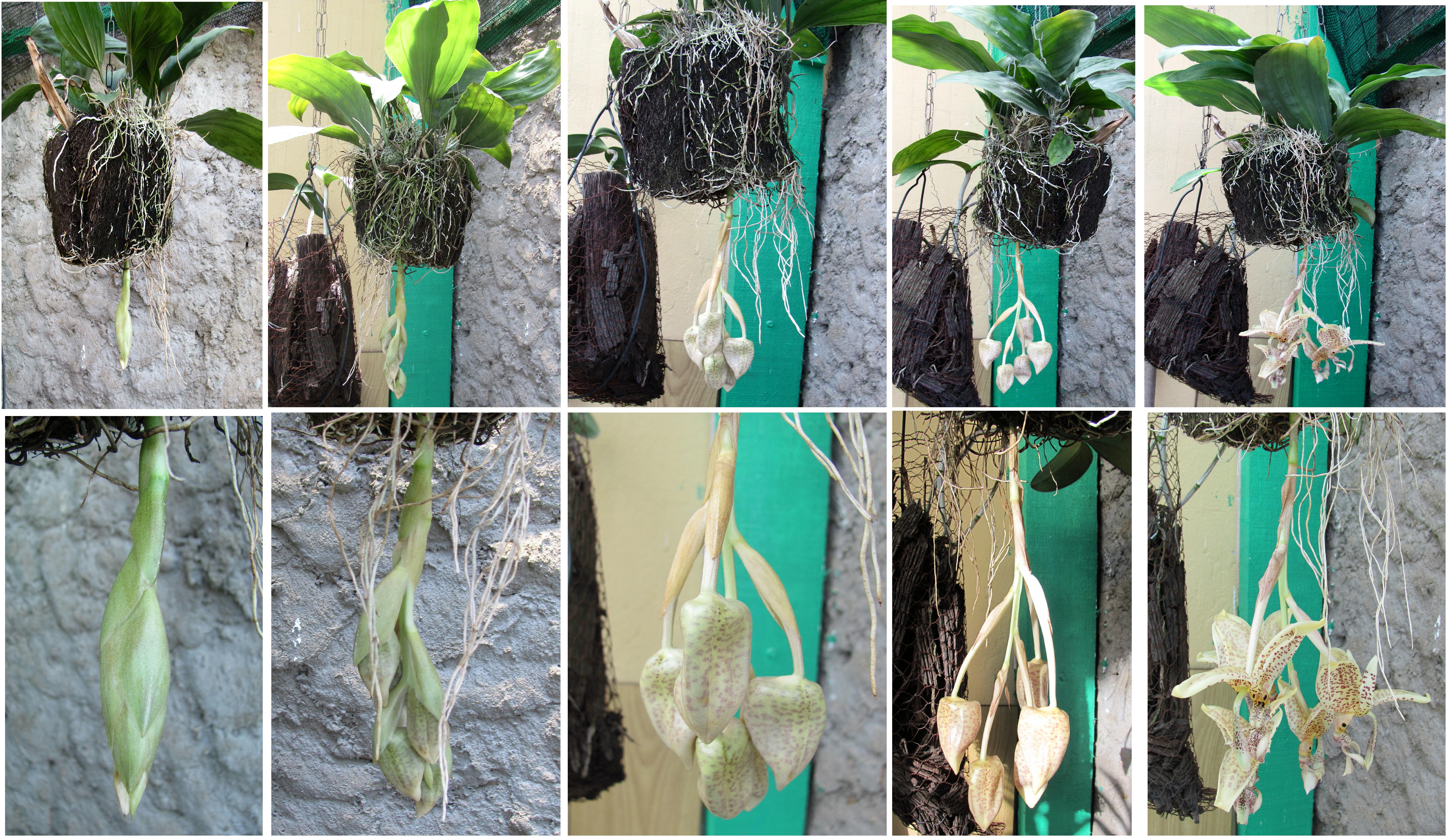
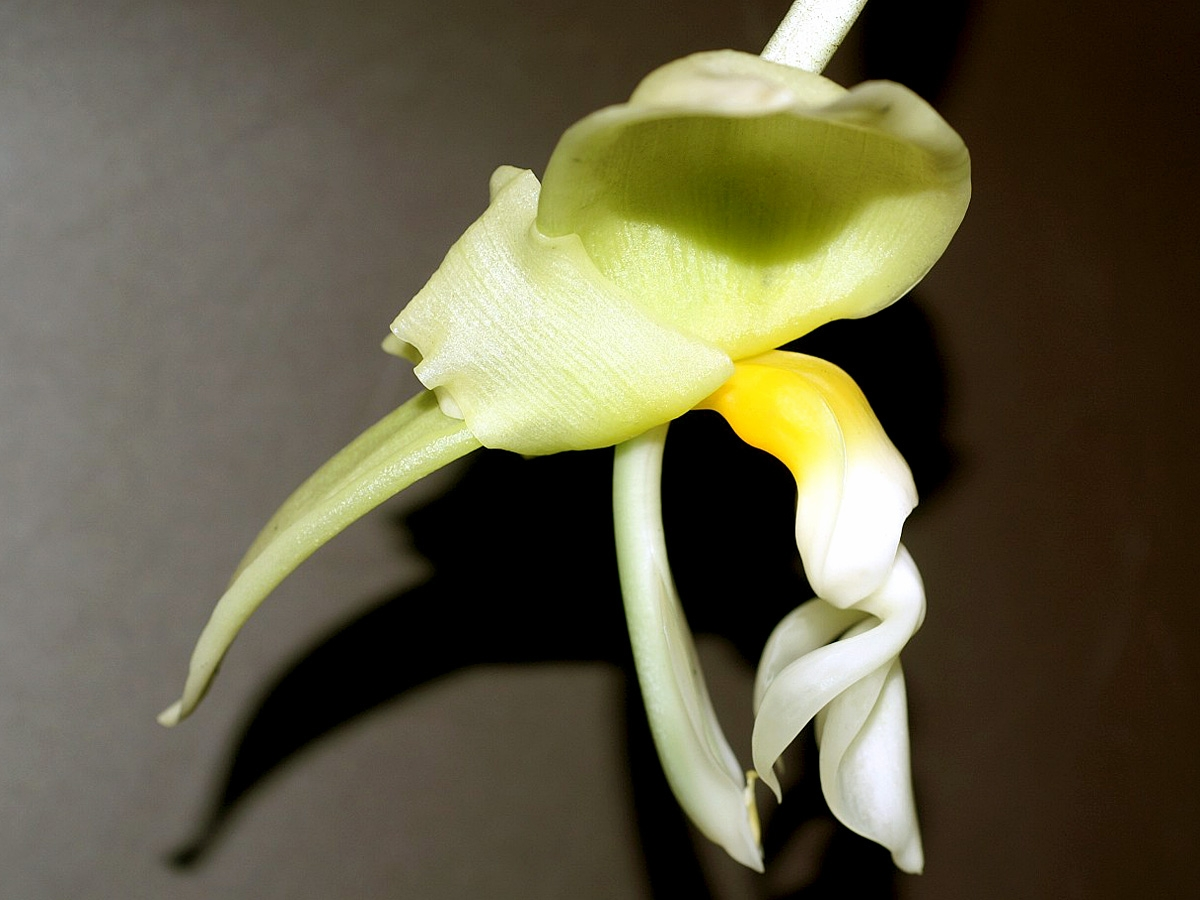
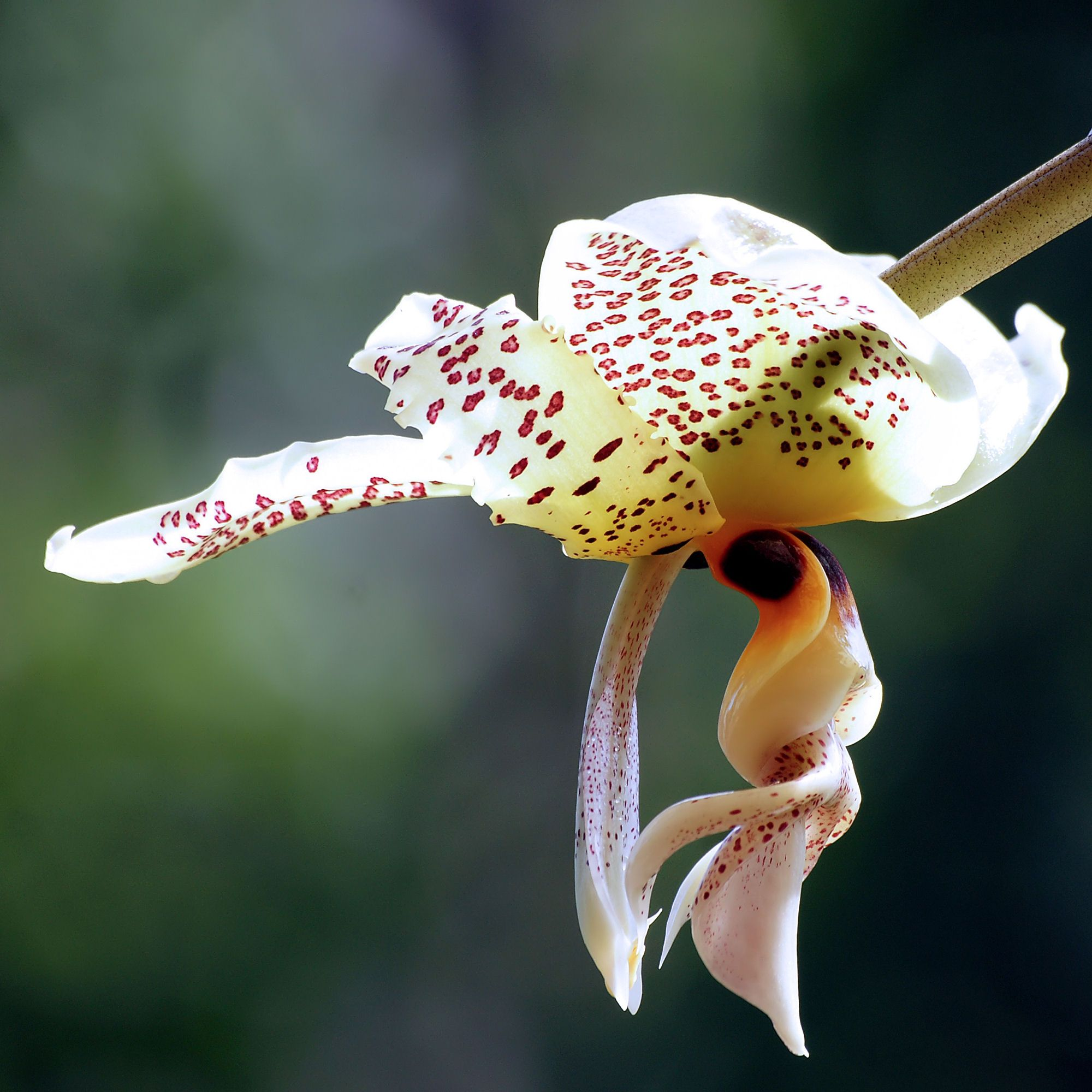
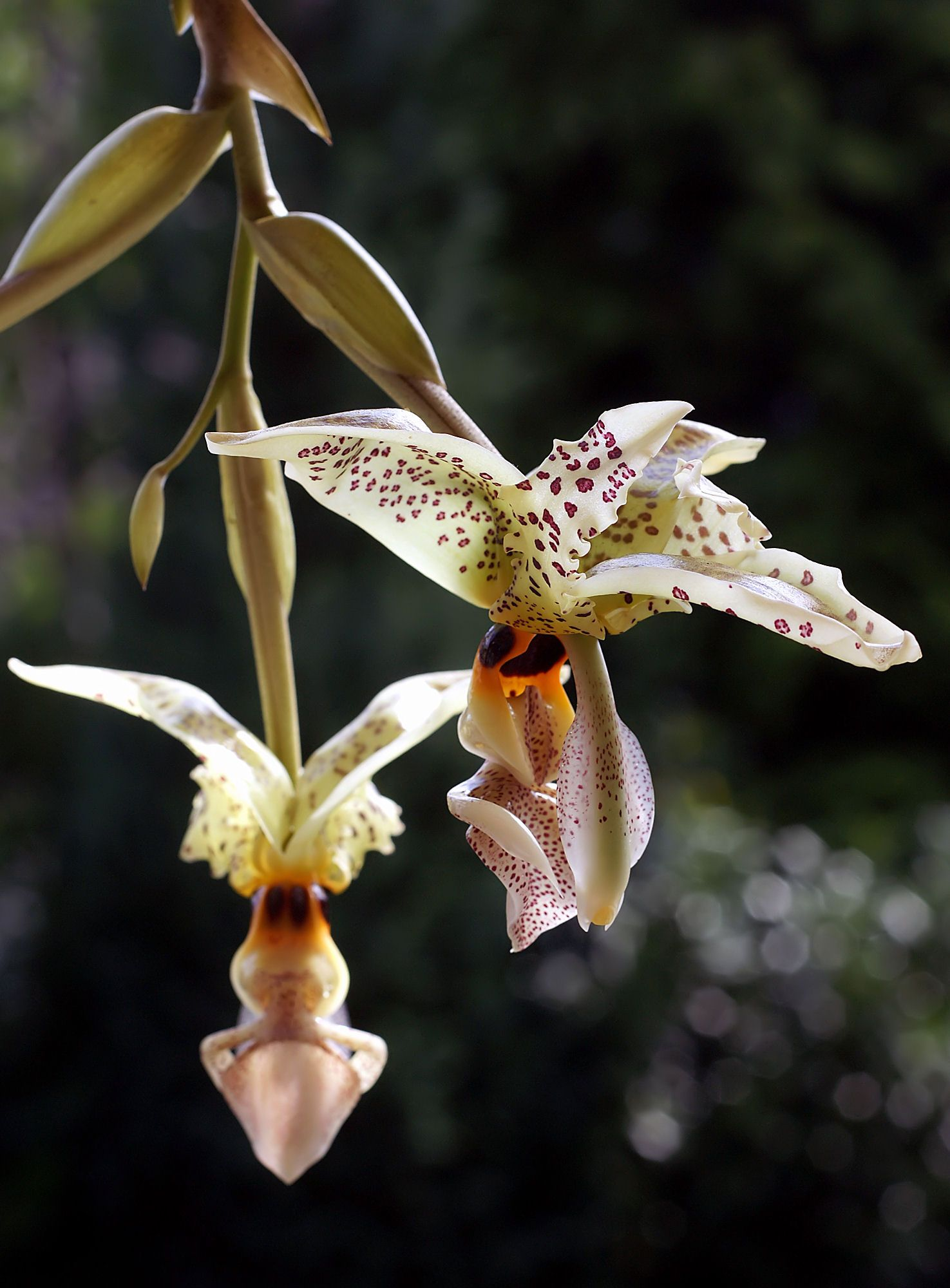